# スレイド?
『スレイド?』（Slayed?）は、イギリスのロックバンド、スレイドの3作目のオリジナル・アルバム。1972年11月1日にポリドール・レコードより発売された。
2005年に出版されたロバート・ディメリーの著書『死ぬ前に聴くべき1001枚のアルバム』にて、本作の名が挙がっている。

## 背景
スレイドは、ボビー・マーシャンのカバー曲「ゲット・ダウン・ゲット・ウィズ・イット」を1971年5月に発売し、商業的な成功を収めた。同時期にライブ・パフォーマンスに対する評価が上がり、イギリスやヨーロッパでのブレイクに繋がり、全英シングルチャートでは最高位16位を獲得した。スレイドはこれに続いて『だから君が好き』、『恋の赤信号』、『恋のバック・ホーム』とシングル盤を発売し、ライブ・アルバム『スライド・アライブ』を発売。シングル盤はいずれの作品も全英シングルチャートで上位にチャートインし、ライブ・アルバムは全英アルバムチャートは最高位2位を獲得した。バンドはこれに乗じてアルバム『スレイド?』のレコーディング・セッションに取りかかった。
1972年11月1日にポリドール・レコードより発売され、ARIAチャートと全英アルバムチャートで最高位1位を獲得。ヨーロッパのチャートにおいてもトップ10内にチャートインする等のヒットを記録し、国際レコード・ビデオ製作者連盟のフィンランド支部からはゴールド認定を受けた。
2006年にリマスター盤が発売された。日本で発売されたリマスター盤には、ボーナス・トラックとしてアルバムに未収録となっていたシングル曲「恋のバック・ホーム」、「カモン!!」、「スクゥイーズ・ミー、プリーズ・ミー」の3曲が追加収録された。なお、サルーボ・レコードから発売された再発盤には、アルバムに未収録となっていたシングルのカップリング4曲と1973年に発売されたソノシート『Slade Talk To Melanie Readers』が収録された。

## シングル
1972年8月25日に本作からの先行シングル『クレイジー・ママ』が発売され、全英シングルチャートで最高位1位を獲得した。本作の発売前の10月に発刊された『ミュージック・シーン』誌には、ソノシート『ザ・ホール・ワールズ・ゴーイン・クレイジー』が付属した。
1972年11月17日に本作からの第2弾シングル『グッバイ・ジェーン』が発売され、全英シングルチャートで最高位2位を獲得。
この他、アメリカでは1973年8月に「レット・ザ・グッド・タイムス・ロール」がシングル盤として発売され、Billboard Hot 100で最高位114位を獲得。同年11月に日本で「ムーヴ・オーヴァー」がシングル盤として発売された。

## 収録曲
| #  | タイトル                                                                       | 作詞・作曲                               | 時間 |
| -- | ------------------------------------------------------------------------------ | ---------------------------------------- | ---- |
| 1. | 「ハウ・ドゥ・ユー・ライド」(How d'You Ride)                                   | ノディ・ホルダー ジム・リー （ 英語版 ） | 3:11 |
| 2. | 「ザ・ホール・ワールズ・ゴーイン・クレイジー」(The Whole World's Goin' Crazee) | ノディ・ホルダー                         | 3:35 |
| 3. | 「ルック・アット・ラスト・ナイト」(Look at Last Nite)                          | ノディ・ホルダー ジム・リー              | 3:05 |
| 4. | 「アイ・ウォント・レット・イット・アペン・アゲン」(I Won't Let It 'Appen Agen) | ジム・リー                               | 3:16 |
| 5. | 「ムーヴ・オーヴァー」(Move Over)                                              | ジャニス・ジョプリン                     | 3:45 |

| #         | タイトル | 作詞・作曲                  | 時間  |
| --------- | --- | --------------------------- | ----- |
| 6.        | 「グッバイ・ジェーン」(Gudbuy T'Jane)                                                                       | ノディ・ホルダー ジム・リー | 3:32  |
| 7.        | 「グッバイ・グッバイ」(Gudbuy Gudbuy)                                                                       | ノディ・ホルダー ジム・リー | 3:28  |
| 8.        | 「クレイジー・ママ」(Mama Weer All Crazee Now)                                                              | ノディ・ホルダー ジム・リー | 3:44  |
| 9.        | 「アイ・ドン・マインド」(I Don' Mind)                                                                       | ノディ・ホルダー ジム・リー | 3:05  |
| 10.       | 「レット・ザ・グッド・タイムス・ロール / フィール・ソー・ファイン」(Let the Good Times Roll / Feel So Fine) | レオナルド・リー            | 3:46  |
| 合計時間: | 合計時間:                                                                                                   | 合計時間:                   | 34:27 |

| #         | タイトル                                                      | 作詞・作曲                  | 時間  |
| --------- | ------------------------------------------------------------- | --------------------------- | ----- |
| 11.       | 「恋のバック・ホーム」(Take Me Bak 'Ome)                      | ノディ・ホルダー ジム・リー | 3:16  |
| 12.       | 「カモン!!」(Cum On Feel The Noize)                           | ノディ・ホルダー ジム・リー | 4:25  |
| 13.       | 「スクゥイーズ・ミー、プリーズ・ミー」(Skweeze Me, Pleeze Me) | ノディ・ホルダー ジム・リー | 4:30  |
| 合計時間: | 合計時間:                                                     | 合計時間:                   | 46:38 |

| #         | タイトル                                                               | 作詞・作曲                             | 時間  |
| --------- | ---------------------------------------------------------------------- | -------------------------------------- | ----- |
| 11.       | 「ライフ・イズ・ナチュラル」(Take Me Bak 'Ome)                         | ノディ・ホルダー                       | 3:17  |
| 12.       | 「キャンディデイト」(Cum On Feel The Noize)                            | ジム・リー ドン・パウエル （ 英語版 ） | 2:52  |
| 13.       | 「ワンダリン」(Wonderin' Y)                                            | ジム・リー ドン・パウエル              | 2:49  |
| 14.       | 「スピークス・イヴィル」(Man Who Speeks Evil)                          | ジム・リー ドン・パウエル              | 3:17  |
| 15.       | 「Slade Talk To Melanie Readers」(Issued on a single-sided flexi-disc) |                                        | 6:46  |
| 合計時間: | 合計時間:                                                              | 合計時間:                              | 53:28 |

## クレジット
スレイド
- ノディ・ホルダー - リード・ボーカル、リズムギター
- デイヴ・ヒル - リードギター、バッキング・ボーカル
- ジム・リー - ベース、鍵盤楽器、バッキング・ボーカル
- ドン・パウエル - ドラム

外部ミュージシャン・スタッフ
- チャス・チャンドラー - 音楽プロデューサー
- ゲレッド・マンコヴィッツ - 写真（ディスクジャケット & 宣材写真）
- クリス・チャールズワース - ライナーノーツ

## チャート成績
| チャート (1972年 - 1973年)  | 最高位 |
| --------------------------- | ------ |
| オーストラリア (ARIA)       | 1      |
| オーストリア (Ö3 Austria)   | 3      |
| カナダ (RPM)                | 27     |
| オランダ (MegaCharts)       | 10     |
| フランス (SNEP)             | 8      |
| ドイツ (Offizielle Top 100) | 10     |
| ノルウェー (VG-lista)       | 3      |
| UK アルバムズ (OCC)         | 1      |
| US Billboard 200            | 69     |

## 認定
| 国/地域                                             | 認定    | 認定/売上数 |
| --------------------------------------------------- | ------- | ----------- |
| フィンランド (Musiikkituottajat)                    | 1× Gold | 20,000      |
| * 認定のみに基づく売上数 ^ 認定のみに基づく出荷枚数 |         |             |